# Bergsdorf
Bergsdorf ist einer von dreizehn Ortsteilen der Stadt Zehdenick im brandenburgischen Landkreis Oberhavel. Die Einwohnerzahl betrug Ende 2018 410 bei einer Fläche von 1264,35 Hektar.

## Geschichte
Das Dorf wurde erstmals 1267 mit dem Namen Berwaldesdorpp erwähnt. Im Laufe der Jahrhunderte gehörte Bergsdorf zu verschiedenen Besitzern. Am 19. April 1828 ist Bergsdorf als selbständiges Rittergut eingetragen worden. Die heute evangelische Kirche wurde im Jahr 1248 erbaut und 1713 sowie um 1900 erneuert. 1870 bekam die Kirche eine Orgel.
Im Jahre 1730 entstand ein Sommerdomizil der Grafen zu Eulenburg. Es wurde ab 1991 von Kurt und Hannelore Mühlenhaupt umgebaut, um ein Museum, Atelier und sonstiges unterzubringen. Es finden Konzerte, Theateraufführungen und Schriftstellerlesungen statt.
Bergsdorf ist seit dem 31. Dezember 2001 ein Ortsteil der Stadt Zehdenick. Seit dem 17. Januar 2003 dient ein bis 1974 als Dorfschule genutztes Gebäude wieder als Gemeindezentrum.

## Sehenswürdigkeiten
- Dorfkirche
- Kurt-Mühlenhaupt-Museum des Malers Kurt Mühlenhaupt

## Verkehr
Der Haltepunkt Bergsdorf liegt an der Bahnstrecke Löwenberg–Prenzlau und wird durch die Linie RB 12 bedient.